# Shuji Fujimoto
Shuji Fujimoto (藤本 修司 Fujimoto Shuji?), född 10 april 1988 i Osaka prefektur, är en japansk före detta fotbollsspelare.
Fujimoto började sin karriär 2011 i JEF United Chiba. 2012 blev han utlånad till Gainare Tottori. Han gick tillbaka till JEF United Chiba 2013. 2014 flyttade han till Vonds Ichihara. Han avslutade karriären 2018.